# Lipotactes maculatus
Lipotactes maculatus är en insektsart som beskrevs av Morgan Hebard 1922. Lipotactes maculatus ingår i släktet Lipotactes och familjen vårtbitare. Inga underarter finns listade i Catalogue of Life.